# باول بوت
باول بوت (بالهولندية: Paul Put) مدرب بلجيكي، درب سابقا المنتخب الغامبي والمنتخب البوركيني، ويدرب حاليا منتخب الكونغو لكرة القدم.

## روابط خارجية
- باول بوت على موقع قاعدة بيانات كرة القدم.إي يو (الإنجليزية)
- باول بوت على موقع ناشيونال فوتبول تيمز (الإنجليزية)
- باول بوت على موقع عالم كرة القدم.نت (الإنجليزية)